# Гі-Манюель де Омем-Крісто
Гі-Манюель де Омем-Крісто (фр. Guy-Manuel de Homem Christo; 8 лютого 1974) — французький музикант, продюсер, один із засновників хаус-дуету Daft Punk, що розпався 22 лютого 2021 року, поряд з Тома Бангальтером. Він також випустив кілька робіт під лейблом Crydamoure разом із співвласником лейблу Еріком Шедевіль. Він і Шедевіль становлять музичний дует Le Knight Club. Крім музичної продукції, де Омем-Крісто також працював в якості кінорежисера.
У 2010 дует Daft Punk отримав Орден Мистецтв і літератури (Ordre des Arts et des Lettres) у Франції. Омем-Крісто отримав особистий орден 3-го ступеня.

## Ранні роки
Омем-Крісто і Тома Бангальтер зустрілися в Ліцеї Карно в 1987 році. Під впливом груп The Rolling Stones і The Beach Boys (спільно з Лореном Бранковіцем) заснували групу Darlin', в якій Гі-Манюель грав на гітарі. Бангальтер говорив, що це було їх підлітковим хобі. Однак група розпалася. Завдяки тому, що Melody Maker назвали їхню музику «A daft punky thrash» — незабаром Гі і Тома заснували дует Daft Punk. Логотип був придуманий Гі-Мануелем. Щодо спільної роботи з Бангальтером, Омем-Крісто говорив: «Тома більш просунутий у сфері створення електронної музики. Я більш критичний до того, що ми створюємо. Але разом ми доповнюємо один одного. Це і створює баланс.»
Крім Daft Punk, він був учасником групи Le Knight Club спільно з Еріком Шедевілем з Pumpkin Records. Вони також є засновниками музичного лейблу Crydamoure. Під цим музичним лейблом були опубліковані роботи брата Гійома — Поля де Омем-Крісто (Play Paul).
«У нас з Тома однакові музичні смаки. Коли я створюю треки для Crydamoure — вони трохи відрізняються від треків Daft Punk. Однак потім вони можуть стати музикою для Daft Punk. Crydamoure не так орієнтований на виробництво музики. Daft Punk більш організований» — говорив Гі-Манюель.

## Дискографія

### Le Knight Club
Сингли
- «Intergalaktic Disko» (1997)
- «Troobadoor / Mirage» (1998)
- «Boogie Shell» (1999)
- «Hysteria» (1999)
- «Gator / Chérie D'amour» (2001)
- «Doggystyle / Rhumba» (2002)
- «Nymphae Song / Rhumba» (2002)
- «Soul Bells» (2002)

### Crydajam
Сингли
- «If You Give Me The Love I Want» / «Playground» / «Loaded» (2002)

### The Eternals
Сингли
- «Wet Indiez (Shake That Bourrelet Remix)» (2000)

### Альбоми
- Waves (2000);
- Waves II (2003);
- Sexuality by Sébastien Tellier (2008).

У складі Daft Punk:
- Homework (1997);
- Discovery (2001);
- Alive 1997 (2001)
- Daft Club (2004);
- Human After All (2005);
- Alive 2007 (2007);
- Tron: Legacy (2010);
- Random Access Memories (2013).